# Dallas Goedert
Dallas Clayton Goedert (Britton, 3 gennaio 1995) è un giocatore di football americano statunitense che milita nel ruolo di tight end per i Philadelphia Eagles della National Football League (NFL).

## Carriera universitaria
Al college Goedert giocò a football con i South Dakota State Jackrabbits dal 2013 al 2017. Nelle ultime due stagioni, l'Associated Press lo nominò come All-American della Football Championship Subdivision. Fu anche invitato al Senior Bowl 2018 ma dovette rinunciarvi a causa di un infortunio subito in allenamento.

## Carriera professionistica
Goedert fu scelto nel corso del secondo giro (49º assoluto) del Draft NFL 2018 dai Philadelphia Eagles. Debuttò come professionista subentrando nella gara del primo turno contro gli Atlanta Falcons ricevendo un passaggio da 4 yard. La sua stagione da rookie si concluse con 33 ricezioni per 334 yard e 4 touchdown disputando tutte le 16 partite, la metà delle quali come titolare.
Nel divisional round dei playoff 2022 Goedert ricevette 58 yard e segnò un touchdown nella netta vittoria sui New York Giants per 38-7. Il 12 febbraio 2023 nel Super Bowl LVII ricevette 6 passaggi per 60 yard ma gli Eagles furono sconfitti per 38-35 dai Kansas City Chiefs.
Nelle prime quattro partite della stagione 2023, Goedert ricevette solamente 88 yard. Si riprese nel quinto turno con 117 yard ricevute e un touchdown nella vittoria sui Los Angeles Rams che mantenne gli Eagles imbattuti.
Nel terzo turno della stagione 2024, Goedert stabilì il record di franchigia per yard ricevute in una partita da un tight end, 170, nella vittoria sui New Orleans Saints. Il 7 dicembre fu inserito in lista infortunati per un problema a un ginocchio.

## Palmarès
- Super Bowl : 1

Philadelphia Eagles: LIX
- National Football Conference Championship: 2

Philadelphia Eagles: 2022, 2024